# Het Woud (buurtschap)
Het Woud is een buurtschap in de gemeente Bergen in de Nederlandse provincie Noord-Holland. De naam wordt ook wel geschreven als  't Woud.
Het Woud is gelegen tussen Wimmenum en Bergen/Westdorp, tussen het duinbos en de polder van Wimmenum. De plaats werd in de 11e eeuw Wymnemmerwalt genoemd en in de 12e eeuw Wymnerwolt; beide namen zijn verwijzingen naar het woud van Wimmenum.
In Het Woud is een groot restaurant gevestigd dat lang bekend was als Duinzicht. Sinds het eind van de twintigste eeuw heet het Gasterij 't Woud. Rond 1920 stond het bekend als Café N. Swaan, en daarna enkele tientallen jaren als Café Rijniersce. Daar werden onder meer de vergaderingen gehouden van het bestuur van de Wimmenummerpolder.
Tussen Het Woud en Bergen aan Zee loopt een bijna vier kilometer lang fietspad, de Woudweg. Net tegenover Het Woud, in het buitengebied van Bergen staat de Philisteinse Molen, een poldermolen uit 1897 in de Philisteinse polder.
Dorpen en gehuchten: Aagtdorp · Bergen · Bergen aan Zee · Bregtdorp · Catrijp · Camperduin · Egmond aan den Hoef · Egmond aan Zee · Egmond-Binnen · Groet · Hargen · Rinnegom · Schoorl · Schoorldam (deels) · Wimmenum

Buurtschappen: Duyncroft · Egmondermeer · Het Woud · Westdorp · Zanegeest

Badplaatsen (zonder woonkern): Hargen aan Zee · Schoorl aan Zee

Voormalige buurtschappen: Oostdorp · Oudburg

Voormalige gemeenten: Bergen · Egmond · Schoorl

Noord-Holland: Steden en dorpen      Nederland: Provincies · Gemeenten